# Вордсворт, Дороти
До́роти Во́рдсворт (англ. Dorothy Wordsworth, 25 декабря 1771 — 25 января 1855) — писательница, поэтесса, мемуаристка. Сестра поэта Уильяма Вордсворта.

## Жизнь и творчество
Родилась в рождественский день в городе Кокермаут, графства Камбрия в Англии. Несмотря на раннюю смерть матери, детство Дороти, Уильяма, и их трое братьев было счастливым. Однако, когда в 1783 году умер и отец, детей Вордсворт отправили жить к различным родственникам, отдельно друг от друга. Дороти была отправлена к тёте, Элизабет Трелкельд, в Йоркшир. После того, как Дороти подросла и смогла воссоединиться с Уильямом, они с братом стали неразлучны. Поначалу они жили в бедности и им часто приходилось выпрашивать поношенную одежду у своих друзей.
В своей поэме «Строки, написанные на расстоянии нескольких миль от Тинтернского Аббатства», Уильям писал о Дороти:
Не знай я этого, мой дух в упадок

Прийти бы мог; со мной ты на брегах

Реки прекрасной — ты, мой лучший друг,

Мой милый, милый друг; в твоих речах

Былой язык души моей я слышу,

Ловлю былые радости в сверканье

Твоих безумных глаз. О да! Пока

Ещё в тебе я вижу, чем я был,

Сестра любимая!
Дороти была преимущественно мемуаристкой, но также писала стихи и рассказы. Несмотря на это, Дороти не считала себя писательницей. В 1803 году Дороти попыталась опубликовать свой рассказ о её путешествии в Шотландию, однако не нашлось ни одного издателя, готового принять её работу, и рассказ оставался неизданным вплоть до 1874 года.
В 1818 году, после восхождения на Скофелл-Пайк, она написала рассказ, где описала это свое путешествие. Позже, в 1822 году, Уильям использовал эту её работу для своего путеводителя по Озёрному краю, а уже оттуда рассказ Дороти был скопирован и помещен в знаменитый путеводитель Гарриет Мартино (в четверное издание от 1876 года), но без указания авторства Дороти.
Её дневники были опубликованы в 1897 году, уже после её смерти. В дневнике была красочно описана повседневная жизнь Дороти и её брата Уильяма в Озерном крае, а также подробно описаны яркие представители литературных кругов XIX века, в том числе Сэмюэл Тэйлор Кольридж, Вальтер Скотт, Чарльз Лэм, Роберт Саути.
Работы Дороти увидели свет лишь когда литературные критики стали пересматривать женскую роль в литературе. Успех у читающей публики её опубликованного дневника (Grasmere Journal) привел к возникновению интереса к персоне Дороти со стороны исследователей и издателей, которые позже издали ещё несколько её ранее неопубликованных работ.
Из дневника Дороти (Grasmere Journal) и нескольких других её работ видно насколько важную роль она играла в успехе её брата. Уильям свободно заимствовал отрывки из её дневников и использовал их в своем творчестве. Её описания и наблюдения в дневнике считаются такими же поэтичными, как и работы её брата Уильяма. В свое время о ней отзывались как об одной из немногих живущих поэтов, которые способны создавать такие яркие и живописные сцены.